# Герб Куби (Португалія)
Ге́рб Ку́би — офіційний символ містечка Куба, Португалія. Використовується як територіальний герб. У зеленому щиті пучок з чотирьох золотих пшеничних колосків і зеленої оливкової гілки, що квітне сріблом. Вони перев'язані в основі червоною стрічкою. Обабіч два пурпурові виноградні грона із золотим листям. Щит увінчує срібна мурована містечкова корона з чотирма вежами.  Під щитом біла стрічка, на якій великими літерами напис португальською: «vila de Cuba» (містечко Куба).  Офіційно затверджений 16 квітня 1938 року.  

## Галерея

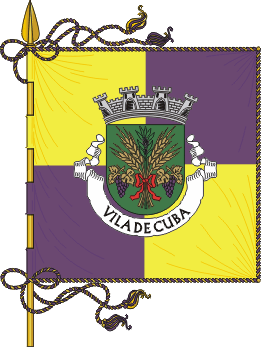
Прапор